# Kate Price (musicienne)
Pour les articles homonymes, voir Kate Price et Price.
Kate Price est une chanteuse américaine et joueuse de hammered dulcimer née à Salt Lake City, Utah. Elle a enregistré plusieurs disques avec divers labels dont Priceless Productions, Access Music, Higher Octave / Om Town, Narada Productions, ou LunaVerse Music. Elle compose et joue de la musique folk contemporaine et internationale en fusionnant du classique, du jazz et des musiques ethniques en utilisant des instruments provenant de multiples cultures.

## Discographie

### Solo
- Songs From The Witches Wood (2009)
- The Isle of Dreaming (2000)
- Deep Heart’s Core (Priceless Productions, 1995; republié par Higher Octave en 1997)
- The Time Between (1993)
- Belaich an' Doran (1991)
- Dreams of Annwyn (1989)
- Not Far from here (1987)
- Hungry Moon (1984)

### Collaborations
- Avec Kenny Loggins
  - Leap of Faith - Choriste
  - Return to Pooh Corner - Choriste
  - Yesterday, Today, Tomorrow - Choriste (The Greatest Hits' Album)
  - December - Interprète
- Avec Dennis Schaecher
  - Road to Reunion - Chant
- Compilations
  - Americana Series:Appalachian Aire - Chant
  - Extraordinaire Americana Collection - Chant
  - Americana Series - Instrumental
  - A Very Green Christmas - Instrumental
  - Night and Day : Higher Octave - Chant